# Earth Hour

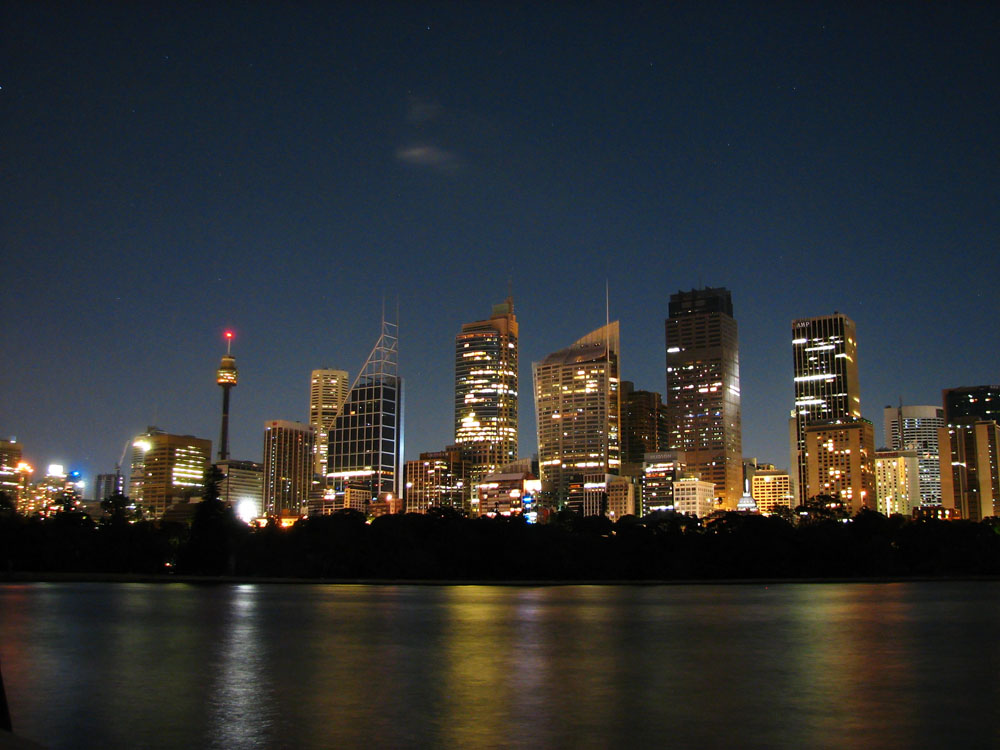
Skyline von Sydney während der ersten Earth Hour (2007)

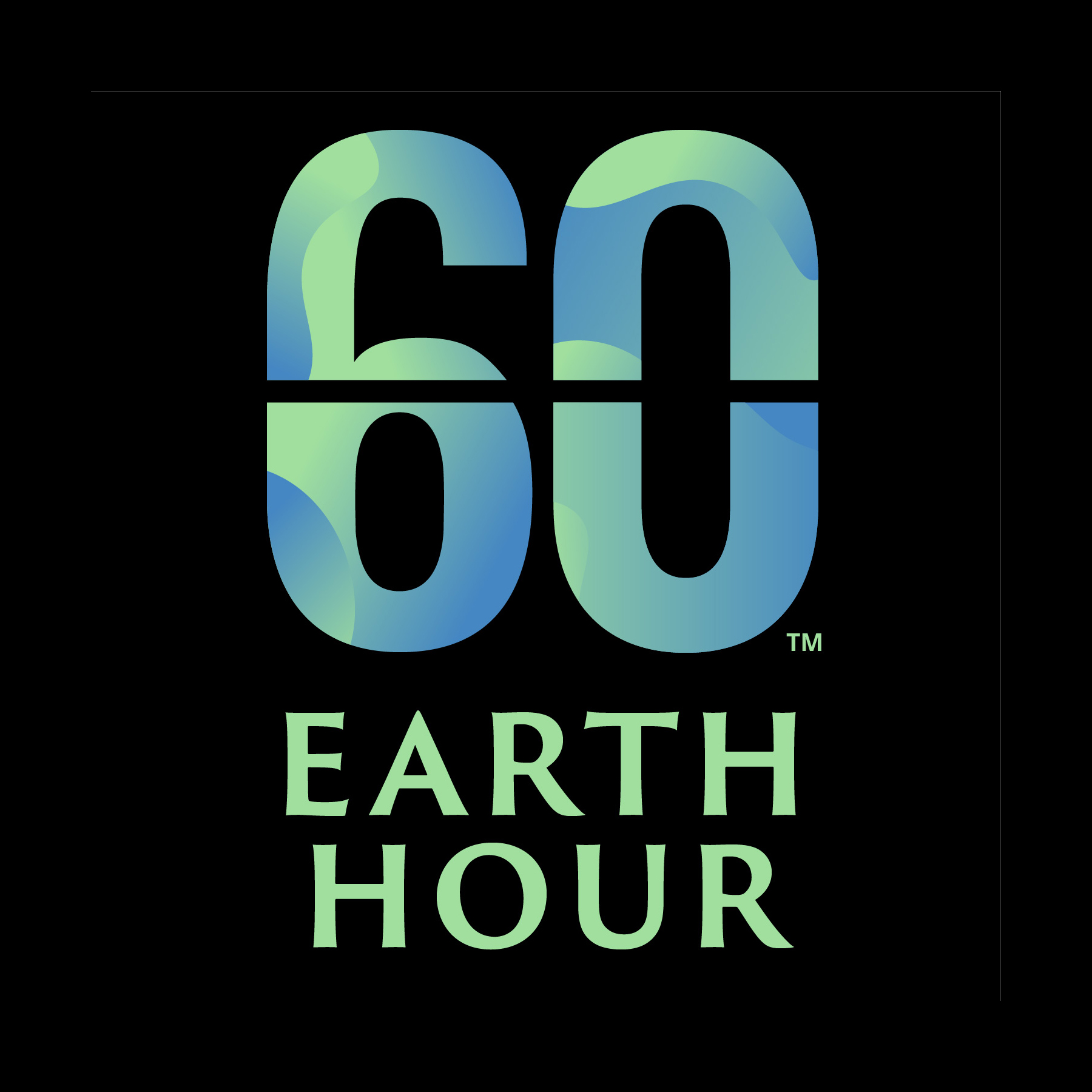
Logo der Earth Hour

Die Earth Hour (deutsch Stunde der Erde) ist eine weltweite Klima- und Umweltschutzaktion in Form des Ausschaltens öffentlicher Beleuchtung. Sie wurde 2007 vom WWF Australia ins Leben gerufen und findet seitdem jedes Jahr im März statt. Ziel der Earth Hour ist es, die Aufmerksamkeit der Öffentlichkeit auf den Klimaschutz zu lenken.

## Entstehung
Die erste Aktion entstand aus einer Kampagne des WWF Australia. Ihr Ziel war es, die CO2-Emissionen der größten australischen Stadt Sydney innerhalb eines Jahres um fünf Prozent zu reduzieren. Australien war zu diesem Zeitpunkt eines der Länder mit dem größten Pro-Kopf-Ausstoß an CO2 und hatte das Kyoto-Protokoll bis zur 13. UNO-Klimakonferenz auf Bali nicht unterzeichnet. Aufgrund von Trockenheit, Wassermangel und Waldbränden rückte der Klimawandel ins öffentliche Interesse. Das Thema war auch im Wahlkampf für die Parlamentswahlen 2007 bedeutend. Auch wissenschaftliche Prognosen, zum Beispiel der Vierte Sachstandsbericht des IPCC, erregten Aufmerksamkeit.
Die Earth Hour bildete den Beginn der CO2-Kampagne des WWF Australien: Am 31. März 2007 wurde durch das Ausschalten der Beleuchtung zwischen 19:30 Uhr und 20:30 Uhr Ortszeit auf die Energieverschwendung durch unnötige Beleuchtung und anderen Stromverbrauch hingewiesen. Das Ereignis wurde im Vorfeld mit Unterstützung des Sydney Morning Herald organisiert und bekannt gemacht. Personen und Unternehmen konnten sich als Unterstützer registrieren und auf einer Website eintragen lassen. Die Stadtverwaltung der City of Sydney unterstützte die Aktion offiziell. Die Earth Hour 2007 erhielt weltweit große Beachtung und wurde daher in den folgenden Jahren wiederholt.

## Entwicklung

### 2007 bis 2019
2007
Die erste Earth Hour wurde am 31. März 2007 von 19:30 bis 20:30 Uhr Ortszeit vollzogen. Sie erstreckte sich über den Central Business District von Sydney sowie Außenbezirke und Vorstädte. Die Beleuchtung der Sydney Harbour Bridge und des Opera House, zwei bekannter Wahrzeichen der Stadt, wurde deaktiviert. Auch die Coca-Cola-Leuchtreklame in Kings Cross wurde erstmals seit ihrer Inbetriebnahme im Jahr 1974 abgeschaltet. Die meisten öffentlichen Gebäude verzichteten auf ihre Außenbeleuchtung, während Straßenlampen und andere für das öffentliche Leben unverzichtbare Lichter angeschaltet blieben. Viele Geschäfte und Unternehmen verzichteten auf ihre Nachtreklame und Gebäudelichter, Restaurants servierten Essen bei Kerzenlicht. Daneben fanden zahlreiche Veranstaltungen statt, auch Schulen griffen die Earth Hour in verschiedener Weise auf.
International wurde die Aktion zunächst in England aufgegriffen. Nach dem Vorbild der Earth Hour wurden am 21. Juni 2007, dem längsten Tag des Jahres, unter dem Motto „Lights Out London“ zwischen 21:00 und 22:00 Uhr zahlreiche Lichter in der britischen Hauptstadt London gelöscht. Dazu gehörte auch die Leuchtreklame am Piccadilly Circus. Im Oktober 2007 folgten in den kalifornischen Großstädten Los Angeles und San Francisco ähnliche Aktionen, ebenfalls unter dem Motto „Lights Out“. In Deutschland, Österreich und der Schweiz lief eine Aktion unter dem Titel „Licht aus für unser Klima“ am 8. Dezember 2007 ab. Sie wurde gleichzeitig zum Weltklimagipfel 2007 angesetzt. Zum Beispiel wurde am Kölner Dom, dem Schloss Neuschwanstein, dem Heidelberger Schloss, der Alten Oper und der Zeil das Licht ausgeschaltet. Zahlreiche Kirchen beteiligten sich ebenfalls. IKEA verschenkte anlässlich der Aktion Energiesparlampen in einigen Filialen. Die Aktion dauerte allerdings keine Stunde, sondern war auf fünf Minuten beschränkt.
2008

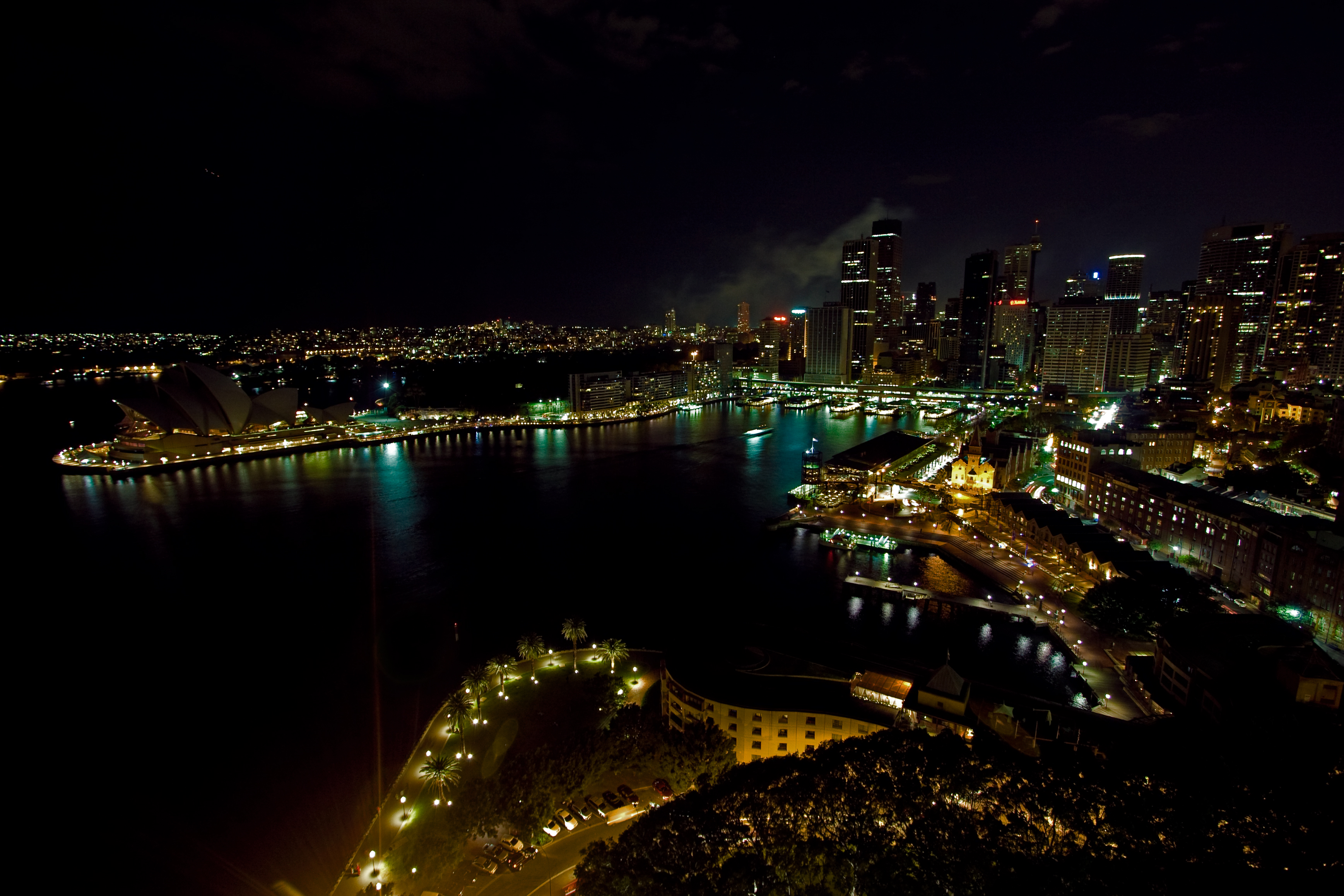
Sydney Opera House (2008)

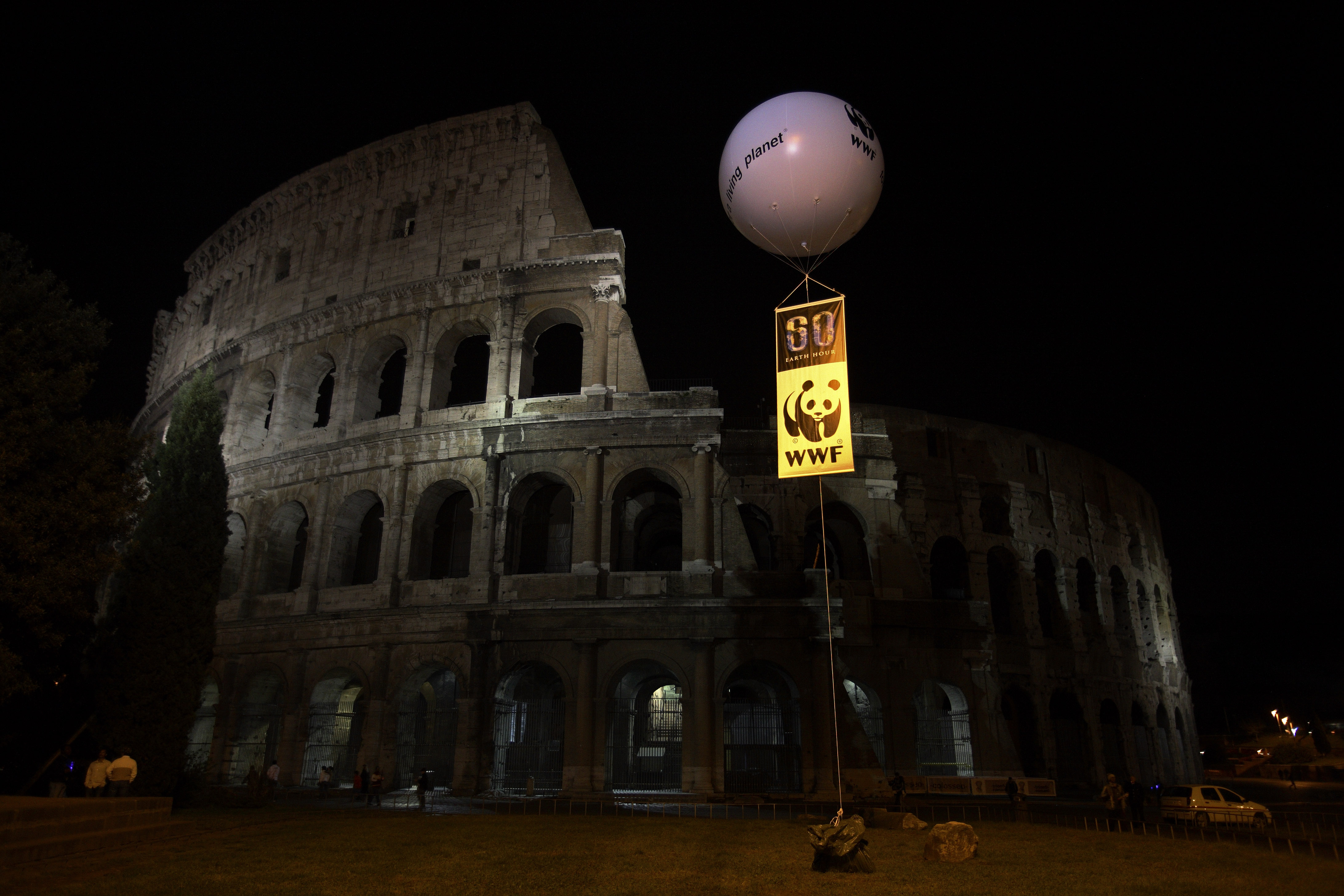
Kolosseum in Rom (2008)

2008 entwickelte sich die Earth Hour zu einem globalen Ereignis, die Organisatoren rechneten mit der Beteiligung von 100 Millionen Menschen. Die Aktion, an der 300 Städte in 35 Ländern teilnahmen, fand am 29. März von 20:00 bis 21:00 Uhr statt. Die Beleuchtungen vieler Sehenswürdigkeiten wurden für diese Stunde ausgeschaltet, darunter zum Beispiel auch an den Königspalästen in Dänemark und Schweden. Die offizielle Website der Earth Hour unter der Domain earthhour.org erreichte in der Woche vor dem 29. März insgesamt 6,7 Millionen Besucher. Andere Websites unterstützten die Aktion ebenfalls, so hatte zum Beispiel die Google-Startseite für einen Tag einen dunklen Hintergrund.
2009

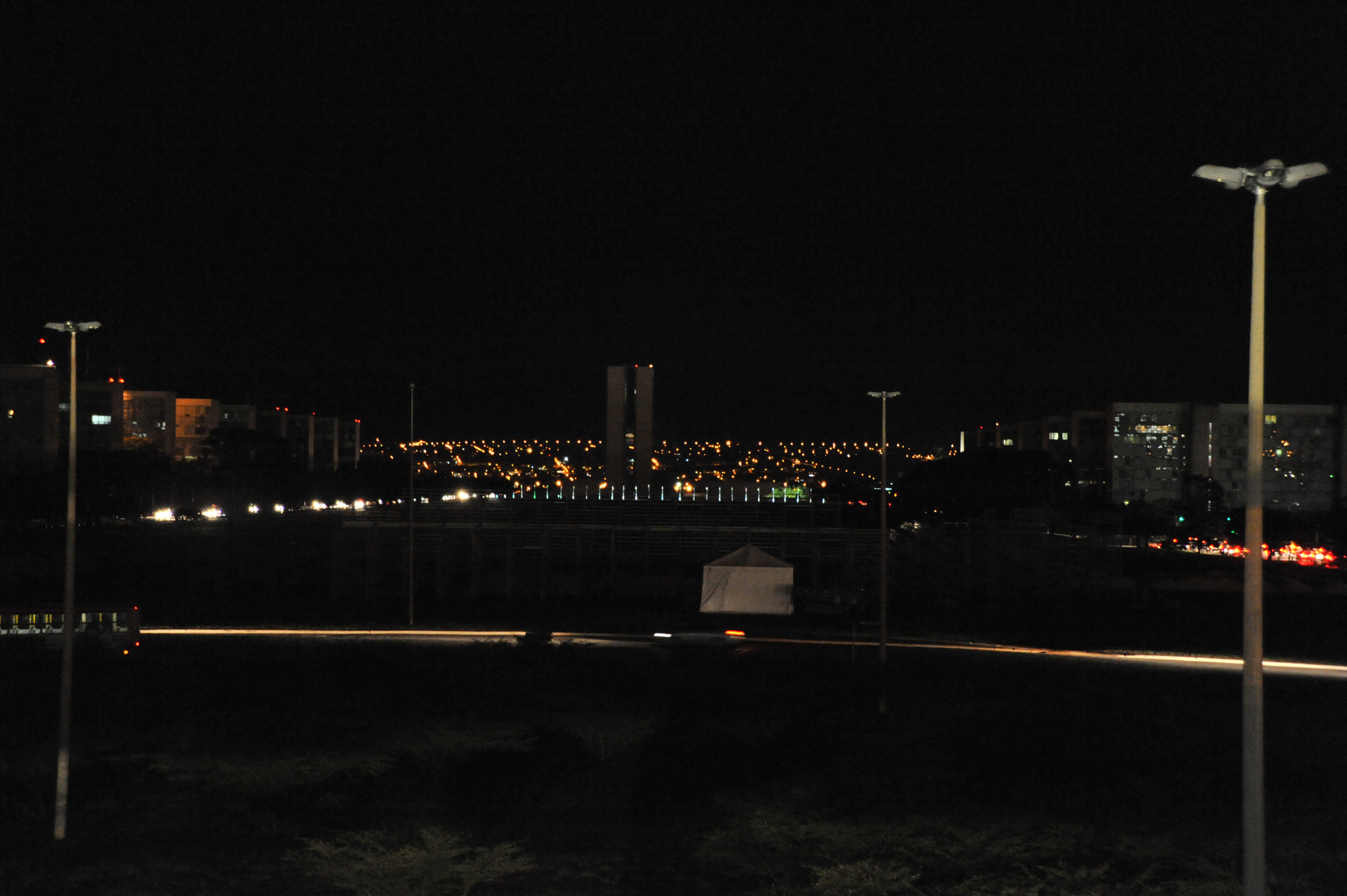
Eixo Monumental in Brasilia (2009)

Im Rahmen der Earth Hour am 28. März 2009 beteiligten sich mit Berlin, Bonn und Hamburg erstmals auch deutsche Städte an der Aktion. Spiegel Online kritisierte in diesem Zusammenhang dennoch die Zurückhaltung Deutschlands im internationalen Vergleich. Auch das Hauptquartier der Vereinten Nationen in New York City wurde 2009 verdunkelt. Die Stadt Toronto sparte während der Earth Hour über 15 Prozent Strom ein. Seit 2009 wird die Earth Hour immer zwischen 20:30 und 21:30 Uhr durchgeführt.
2010

Botanischer Garten von Curitiba (2010)

2010 fand die Earth Hour am 27. März statt, lediglich in Israel verschob man die Earth Hour auf den 22. April. Dieses Mal beteiligten sich rund 4000 Städte in mehr als 120 Ländern. Zum Beispiel wurden Edinburgh Castle und Windsor Castle verdunkelt. Vietnam sparte mit 500 Megawattstunden drei Mal so viel Energie wie im Jahr zuvor ein.
2011
Die Earth Hour 2011 ereignete sich am 26. März 2011, Israel setzte den Termin für die Aktion wie im vorherigen Jahr stattdessen auf den 24. März 2011. In diesem Jahr sparte Vietnam rund 400 Megawattstunden Energie ein, weltweit waren es schätzungsweise 45 Millionen Megawattstunden. Anlässlich der Aktion rief der WWF Deutschland nicht nur zur Abschaltung des Lichts, sondern gezielt zum Wechsel auf Ökostrom auf. YouTube änderte für die Earth Hour 2011 sein Logo und führte einen „Lichtschalter“ ein.
2012

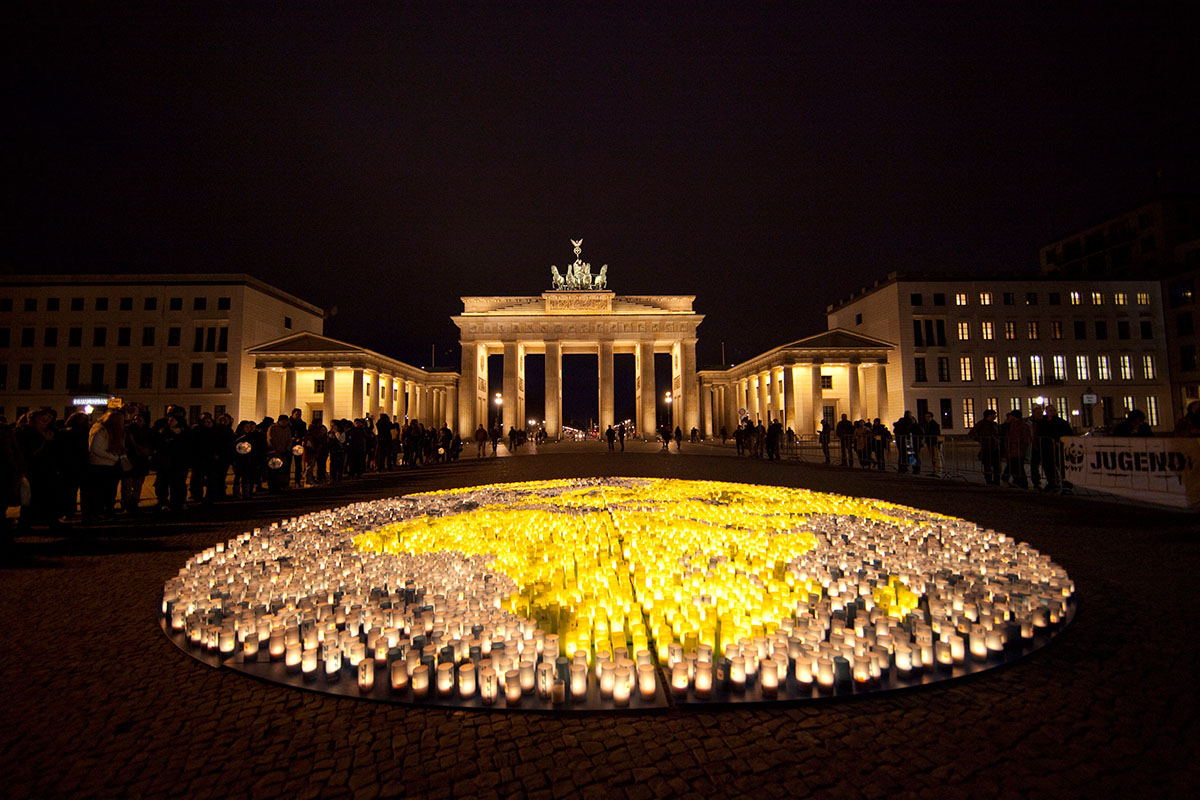
Brandenburger Tor in Berlin (2012)

2012 weitete YouTube seine Unterstützung für die Earth Hour, diesmal am 31. März, sichtbar aus. Ban Ki-moon, Generalsekretär der Vereinten Nationen, rief zur Teilnahme an der Earth Hour auf. Der Vatikan schaltete zum Beispiel die Lichter an der Kuppel des Petersdoms ab, in Österreich blieben die Wahrzeichen aller Landeshauptstädte dunkel. In Berlin entzündeten Umweltschützer 5000 blaue und grüne Kerzen in Form der Erde. 2012 beteiligten sich insgesamt 5.000 Städte an der Earth Hour.
2013

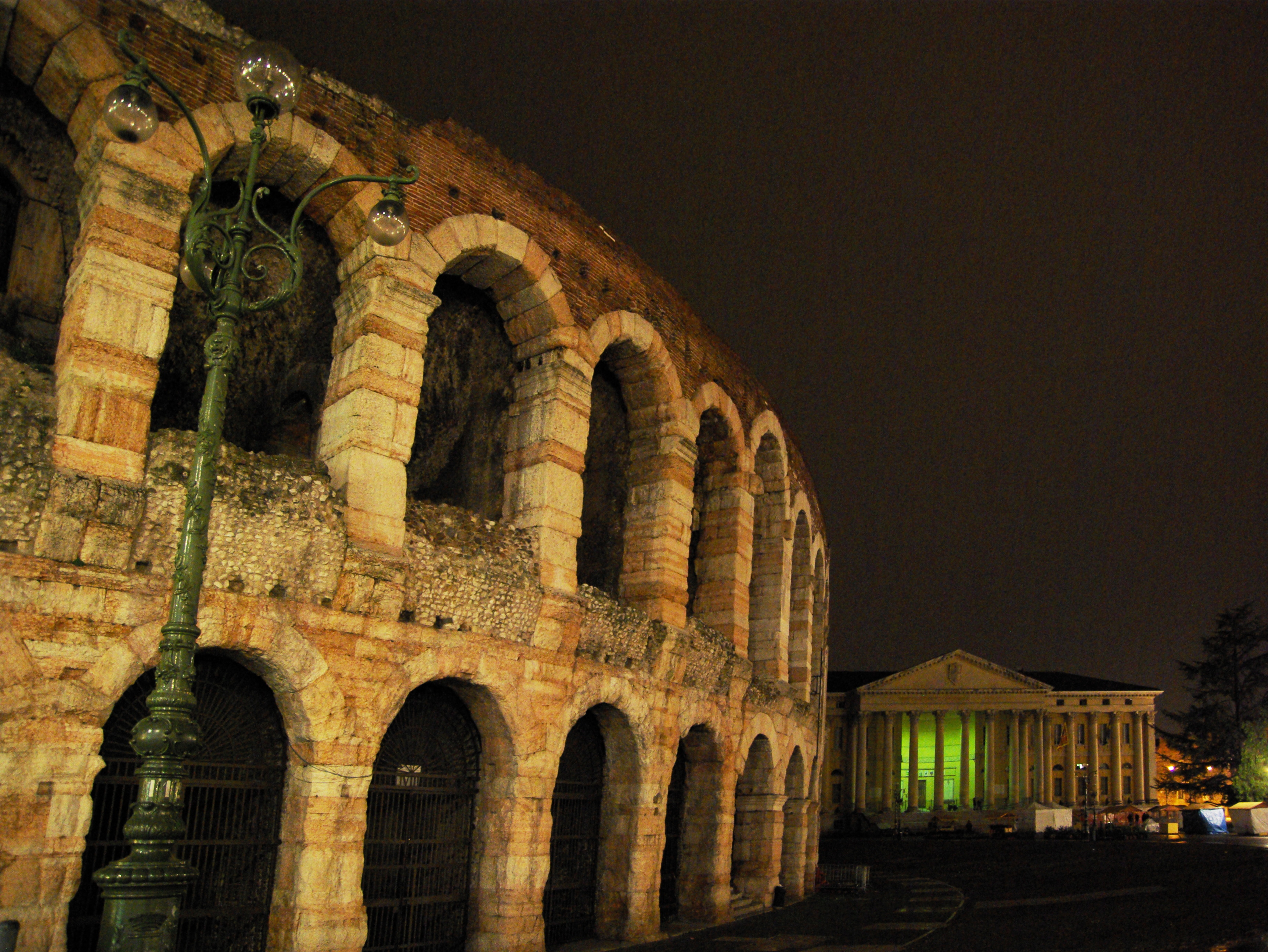
Arena von Verona (2013)

2013 war die Earth Hour am 23. März. Es beteiligten sich 7.000 Städte und Gemeinden, davon zum Beispiel 144 aus Deutschland. Auf dem Frankfurter Römerberg wurde aus Kerzen die Silhouette der Skyline nachgebildet. In der medialen Berichterstattung wurde insbesondere die weltweite Beteiligung an der Earth Hour thematisiert.
2014
Die Earth Hour 2014 fand am 29. März in 162 Ländern und Territorien statt, wobei sich 7000 Städte beteiligten.
2015
Die Earth Hour 2015 fand am 28. März statt. Am Brandenburger Tor in Berlin formten Aktivisten anlässlich der Aktion den Schriftzug „Save our climate! Now!“ aus brennenden Kerzen. Durch die Earth Hour 2015 wurden zum Beispiel in der indischen Metropole Delhi etwa 200 Megawattstunden Strom eingespart.
2016
Die Earth Hour wurde am Samstag, dem 19. März, zum zehnten Mal durchgeführt. Insgesamt schalteten die Bewohner von 7000 Städten in 178 Ländern für eine Stunde das Licht aus. Es handelte sich damit um einen Rekord, Medien wie beispielsweise n-tv sprachen anschließend von der „weltweit größten Klimaschutzaktion“.
2017
Die Earth Hour fand 2017 am Samstag, dem 25. März, von 20:30 Uhr bis 21:30 Uhr statt. Mehr als 7000 Städte in 184 Ländern schalteten das Licht aus. Nach Angaben des WWF handelte es sich um einen Rekordwert, der ein klares Signal gegen die Klimapolitik von Donald Trump setze.
2018
Im Jahr 2018 fand die Earth Hour am Samstag, dem 24. März, statt. Die Aktion stand unter dem Motto „für einen lebendigen Planeten“.
2019
Die Earth Hour 2019 fand am Samstag, dem 30. März, von 20:30 bis 21:30 Uhr statt. Laut WWF haben sich weltweit rund 180 Länder an der Aktion beteiligt: In der Schweiz wurde im Zuge der Klimakrise unter anderem eine von der Klimastreik-Bewegung inszenierte Beleuchtung in Form von Flammen an die Fassade des Swissmill-Silos in Zürich gerichtet, um auf eine drohende Lebensmittelkrise hinzuweisen.

### Ab 2020
2020
Die Earth Hour 2020 fand am 28. März statt.
2021
Die Earth Hour 2021 fand am 27. März statt.
2022
2022 fand die Earth Hour am Samstag, 26. März, um 20:30 Uhr statt: Auf earthhour.org wurde sie als „die wichtigste jemals“ bezeichnet, weil ein Fokus auf den vom 25. April bis 8. Mai des Jahres im chinesischen Kunming stattfindenden zweiten, „entscheidenden“ Teil der UN CBD COP 15 (United Nations Convention on Biological Diversity 15th Conference of the Parties, 15. Konferenz zum UN-„Übereinkommen über die biologische Vielfalt“) gelegt wurde, wo ein neuer 10-Jahres-Plan zum Erhalt der globalen Biodiversität verabschiedet werden sollte. Gleichzeitig wurde „die Natur“ als einer der „wichtigsten Partner“ im Kampf gegen die menschengemachte Erderwärmung und für den Einhalt des 1,5-°-Ziels von Paris bezeichnet.
2023
Die Earth Hour 2023 fand am Samstag, dem 25. März, statt; rund 190 Länder und 550 Städte nahmen teil. Boykottiert wurde die Aktion von Russland.
2024
Die Earth Hour 2024 fand am Samstag, 23. März des Jahres, von 20:30 bis 21:30 Uhr statt. Die Veranstaltung wurde unter das Motto „Klima schützen, Demokratie stärken“ gestellt, um neben Klimawandel auch Rechtsextremismus zu bekämpfen.
2025
Die Earth Hour 2025 fand am 22. März ab 20:30 Uhr unter dem Motto „Licht aus. Stimme an. Gemeinsam für einen lebendigen Planeten“ statt. Der WWF Deutschland rief dazu auf, nicht nur das Licht für eine Stunde auszuschalten, sondern deutschlandweit die Stimmen zu erheben – auch musikalisch.

## Kritik
Vertreter aus Wirtschaft und Wissenschaft äußerten 2007 Bedenken, eine zu große Beteiligung an der Aktion könne zu Abschaltungen im Stromnetz und dadurch zu einem großflächigen Stromausfall führen. Die Betreiber der Stromnetze gaben nach der Aktion Entwarnung: Stromversorgung und Netzfrequenz seien auf einem stabilen Niveau geblieben und Stromausfälle habe es auch keine gegeben.
Die von Medienkonzernen wie Bild, Google und ProSieben, aber auch von BUND, Greenpeace und dem WWF unterstützte Aktion war 2007 auch in der Umweltschutzbewegung aufgrund ihrer Symbolwirkung umstritten. Eine Initiative von Attac, klimaretter.info, dem NABU und der taz sowie weiterer Umweltorganisationen rief stattdessen zur Verwendung von Energiesparlampen und Ökostrom auf. Sie stand unter dem Motto „Licht an – aber richtig“.
Eine Berechnung des Öko-Instituts im Auftrag der taz ergab 2007, dass, falls 50 Prozent der deutschen Haushalte für fünf Minuten das Licht ausschalten, deutschlandweit etwa 343 Tonnen CO2 gespart würden. Falls aber 50 Prozent der Haushalte Glühlampen gegen Energiesparlampen tauschten, würden in einem Jahr 2,5 Millionen Tonnen CO2 weniger erzeugt, was einem Vielfachen der „Earth-Hour“-Aktion entspräche.
Die Initiatoren der ehrenamtlichen, in Deutschland ansässigen Organisation „Paten der Nacht“, die sich für die Eindämmung der Lichtverschmutzung einsetzen, kritisieren, dass die Earth Hour die Aufmerksamkeit lediglich auf den Klimaschutz lenke, nicht aber auf die sonstigen negativen Folgen, die der immer größer werdende Eintrag von Kunstlicht in die Nacht weltweit hat (so beispielsweise auf Insekten und Zugvögel sowie unter anderem auch auf die Schlafqualität tagaktiver Lebewesen). Die Lichtverschmutzung steigt trotz der Earth Hour weiterhin kontinuierlich an. Weltweit beträgt ihr jährlicher Zuwachs durchschnittlich 6 %. Um darauf aufmerksam zu machen, haben die „Paten der Nacht“ mit der von ihnen im Jahr 2020 ins Leben gerufenen Earth Night reagiert.